# LafargeHolcim Maroc
LafargeHolcim Maroc S.A. ist ein marokkanisches Unternehmen mit Sitz in Casablanca. Es ist führend in der Herstellung und Vermarktung von Zement und Transportbeton und Zuschlagstoffen in Marokko. Der Umsatz verteilt sich wie folgt auf die einzelnen Produktfamilien:
- Zement und Bindemittel (92,2 %)
- Granulate und Fertigbeton (7,8 %)
Mehrheitsaktionär ist mit 64,68 % die Lafarge Maroc Holding, ein 50/50 % Joint-Venture zwischen dem schweizerischen  Zementhersteller Holcim und der marokkanischen Al Mada Gruppe (ein Private-Equity-Investmentfonds). LafargeHolcim Maroc ist auch zu 100 % an dem Abfallverwerter Geocycle beteiligt. Die Gruppe verfügt über 7 Zementwerke, 1 Mörtelwerk, 5 Brecheranlagen, 5 Abfallbehandlungsanlagen und 22 Betonwerke in Marokko. Der Konzern betreibt 40 Produktions- und Vertriebsstandorte und verfügt über eine Produktionskapazität von 13,5 Mio. Jahrestonnen Zement.
Die Aktien sind an der Bourse de Casablanca notiert und sowohl Teil des Moroccan All Shares Index (MASI) als auch des MASI 20, dem Index der 20 meist gehandelten Unternehmen.

## Geschichte
1928 wurde die Société marocaine des ciment Lafarge gegründet. Das Zementwerk Roches Noires hatte im Jahr 1930 eine Kapazität von 130.000 Jahrestonnen. Bis 1950 wurde die Kapazität auf 250.000 Jahrestonnen gesteigert. 1952 wurde ein neues Zementwerk in Meknès mit einer Kapazität von 120.000 Jahrestonnen erbaut. 1970 wurde die Kapazität von Roches Noires auf 950.000 Jahrestonnen gesteigert.
1972 entschieden die Regierungen von Marokko und Algerien, ein Zementwerk in Oujda unter dem Namen Cimenterie Magrébine (CIMA) zu bauen. Später wurde eine Gesellschaft Cimenterie de l‘Oriental (CIOR) gegründet, die die CIMA übernimmt. 1983 wurde ein Zementwerk in Bouskoura errichtet. 1987 wurde die Anlage in Roches Noires geschlossen, 1990 ein erstes Betonwerk in Fès gebaut, 1992 Lafarge Béton gegründet. 1993 wurde die Mehrheit an CIOR von Holcim übernommen, 1994 Cementos Tanger übernommen. Lafarge Maroc wurde 1995 zu einem 50/50 % Joint-Venture zwischen Lafarge und der Société nationale d’investissement (heute Al Mada). Die Gründung von Lafarge Ciment erfolgte im Jahr 1996.
Aus CIOR wurde 2002 Holcim Maroc. 2006 erfolgte der Einstieg in die Abfallwirtschaft mit der Gründung von Ecoval (heute Geocycle). 2016 fusionierten Lafarge Ciment und Holcim Maroc zu LafargeHolcim Maroc.